# Llevantina
Llevantina és una urbanització del poble de Monnars, al municipi de Tarragona. L'any 2022 tenia 136 habitants, superant, per tant, els 132 del nucli històric del poble.
Se situa entre les urbanitzacions de Florimar i Bonsol, a l'est de l'avinguda dels Boscos de Tarragona, que mena a la urbanització del mateix nom. Queda separada del nucli històric de Monnars per la partida de los Prats. A Llevantina hi ha emplaçada l'antiga Ciutat de Repòs i Vacances de Tarragona.
Malgrat situar-se a ponent del poble de Monnars, el nom de la urbanització neix del fet que està situada a la zona llevantina del municipi de Tarragona, al qual pertany, a l'est de la ciutat.